# Якунины
Якунины — древний русский дворянский род, происходящий от Якуна Слепого. Несмотря на наличие подтверждающих документов в родословцах первой половины XVI века, сплошная родословная от Якуна не сохранилась и родоначальником был записан Беклей Федоров Якунин, владевший поместьем в Соловском уезде в 1625 году. Род записан в VI часть родословной книги Херсонской губернии.

## Описание герба
В червленом щите стальная кольчуга, на неё надет золотой варяжский плащ.
На щите дворянский коронованный шлем. Нашлемник: два червленых орлиных крыла, между ними чёрная граната с червленым пламенем. Намёт на щите красный, подложенный золотом. Щитодержатели: два варяжских воина, держащие серебряные с золотыми рукоятками мечи. Герб рода дворян Якуниных, потомство Беклея Фёдорова Якунина, владевшего поместьем в Соловском уезде в 1625 г., внесен в Часть 20 Общего гербовника дворянских родов Всероссийской империи, стр. 5.